# TextMate
TextMate est un éditeur de texte générique pour Mac OS X.
N'étant pas WYSIWYG et voulant s'intégrer dans le workflow de la programmation agile, la plupart de ses utilisateurs sont des programmeurs. 
La plupart des contributeurs principaux de Ruby on Rails utilisent TextMate. 
La puissance de TextMate a pour conséquence que la courbe d'apprentissage est plus difficile que celle d'éditeurs plus simples.
Les fonctionnalités les plus notables sont les projets dont les fichiers sont sélectionnables par des onglets, les macros enregistrables, le pliage de code, la gestion de snippets, l'intégration au shell et le support d'extensions appelées paquets (bundles).	
TextMate 1.5 a gagné l'Apple Design Award du meilleur outil de développement informatique en 2006.
La version 2.0 de TextMate utilise des fonctionnalités spécifiques à Mac OS X 10.5 (Leopard) comme CJC.

## Fonctionnalités
TextMate inclut des fonctionnalités qui le distinguent d'autres éditeurs, le rapprochant par sa flexibilité de logiciels plus anciens comme GNU Emacs ou VI. Ses macros, commandes et snippets permettent l'optimisation de comportements complexes et son système de portées inspiré du système de feuilles de style en cascade de HTML le distingue aujourd'hui des autres éditeurs de texte, permettant la coloration syntaxique d'entités arbitrairement imbriquées.

### Portées imbriquées
TextMate permet aux utilisateurs de créer leur propre coloration syntaxique
en utilisant une version modifiée des listes de propriétés d'Apple en ASCII pour définir des grammaires de langage. Ces grammaires permettent 
l'imbrication de règles. Ces règles sont définies en utilisant la
bibliothèque d'expressions régulières de Oniguruma. 
Chaque endroit du document appartient donc à une ou plusieurs portées, qui définissent où cet endroit est dans le document, comment il doit être coloré, et quel comportement TextMate doit avoir à cet endroit.
Par exemple, le titre de l'un de ces liens dans la section "liens externes"
aura la portée :
Cette portée nous dit que nous avons affaire à un titre de lien dans un lien
dans une liste dans un document MediaWiki.
Les thèmes de TextMate peuvent colorer toutes les portées qu'ils choisissent, à différents degrés de précision. Par exemple, un thème peut décider de colorer
chaque constante (constant.*) de manière identique, alors qu'un autre
peut décider de colorer les constantes numériques (constant.numeric.*) 
de manière différente des caractères échappés (constant.character.escape.*). La syntaxe des portées imbriquées permet aux auteurs des grammaires de langages et aux auteurs des thèmes différents niveaux de couverture, de sorte que chacun peut choisir entre la simplicité ou la complétude.

### Snippets
Courant dans l'édition de texte avancée, snippets est un terme désignant des gabarits texte pré-enregistré. Sous leur forme la plus simple, ils permettent d'incruster un squelette de code au point d'insertion courant. Mais des comportements plus sophistiqués sont possibles:
D'abord les snippets peuvent inclure une ou plusieurs variables au travers desquelles on peut cycler avec la touche de tabulation. Ensuite, la valeur de ces variables peuvent être dynamiquement propagé (transformée ou non) dans d'autres portions du snippet, lorsque l'utilisateur remplit le contenu de la variable courante. 
Finalement, les snippets ont accès aux variables d'environnement courantes de TextMate telles que la portée courante, le numéro de ligne courant, le nom de l'auteur et ont aussi la capacité d'appeler des scripts.

### Macros
TextMate, comme beaucoup d'éditeurs avant lui, permet à l'utilisateur d'enregistrer une série d'actions dans des macros temporaires pour l'optimisation des
tâches répétitives. Les macros utilisées peuvent être sauvées pour une utilisation ultérieure. Les macros peuvent inclure d'autre fonctionnalités d'automation dont d'autres macros.

### Commandes
Comme la plupart des éditeurs de texte, TextMate permet aux utilisateurs d'exécuter des scripts appelés par des raccourcis claviers ou des menus. Les commandes lisent la ligne de shebang pour déterminer le langage de script utilisé par la commande. Ce peut être par exemple Bash, Ruby, Python ou AppleScript.
Via AppleScript, les commandes TextMate peuvent interagir avec d'autres programmes
Mac. Le texte du document ou de la sélection peut être envoyé dans un tube UNIX
et est disponible pour les scripts via stdin. Ces scripts reçoivent aussi l'état du document via des variables d'environnement.
Il existe diverses options de sortie, telles que la visualisation dans une fenêtre séparée via le WebKit, le remplacement du texte sélectionné, ou l'insertion du texte comme snippet.

### Paquets
Les grammaires de langage, les snippets, les macros, les commandes et les patrons peuvent être groupés en des "paquets" de fonctionnalités. La plupart des snippets, macros ou commandes peuvent être exécutés grâce à un raccourci clavier, en tapant un mot particulier et en pressant la touche tabulation (appelé déclencheur par tabulation) ou en sélectionnant la commande dans un menu. Les déclencheurs par tabulation sont particulièrement utiles. La combinaison de déclencheurs par tabulation et de snippets facilite beaucoup la programmation dans les langages verbeux ou les langages avec des motifs textuels récurrents.
Les snippets, macros et commandes peuvent être limités à une portée particulière. Ainsi, la balise de fermeture html n'a pas d'intérêt dans un script Python, libérant ainsi le raccourci clavier pour quelque chose d'autre. Cela permet à des langages individuels, voire des portées individuelles, de prendre le pas sur les commandes par défaut. On peut ainsi remplacer le "reformattage de paragraphe" par des versions plus spécialisées. Même les touches les plus communes comme la touche retour chariot ou l'espace peuvent avoir leur comportement modifié pour rendre plus facile le codage en un langage particulier. ce comportement s'apparente aux «mode» d'Emacs.
36 paquets sont délivrés avec TextMate, et un dépôt Subversion contient 121 paquets, qui supportent des choses aussi diverses que
Markdown, l'activé de blog ou le langage d'assemblage de  MIPS.
Un paquet MediaWiki a été récemment ajouté.

### Gestion de projet
Plusieurs documents ou répertoires peuvent être ouverts en même temps dans une fenêtre de projet TextMate qui fournit un tiroir sur le côté. Ce tiroir liste les noms de fichier ou de répertoire. Une série d'onglets au sommet de la fenêtre TextMate liste les fichiers ouverts. Les recherches et les remplacements peuvent être faits à travers tout un projet, et les commandes peuvent interagir avec les fichiers ou répertoires sélectionnés dans le tiroir. Les paquets pour CVS, Subversion, darcs, SVK ou d'autres Logiciels de gestion de versions permettent de gérer du code versionné à l'intérieur même de TextMate.

### Autres fonctionnalités
TextMate propose d'autres fonctionnalités notables :
- Le pliage de code permet de cacher des portées entières du document en cours d'édition, ce qui donne une vue plus compacte du code édité. Les sections à plier peuvent être sélectionnées manuellement ou la structure du document détermine les zones pliables.
- Des fonctionnalités de recherche et de remplacement avec support des expressions régulières facilitent les manipulations complexes de texte.
- Un popup fournit la liste des sections ou fonctions du document courant.
- L'historique du presse-papiers permet aux utilisateurs de couper plusieurs sections de code en même temps et de les coller.
- Un mode d'édition par colonne rend facile l'édition de données tabulaires.
- Une fenêtre utilisant WebKit permet la mise à jour automatique de la vue générée à partir du document html édité.

### Limitations
TextMate comporte quelques limitations:
- Le support pour les polices de caractères à largeur variable est manquant. Cela signifie que le support de langues telles que le chinois, le japonais ou le coréen est inexistant.
- Il n'y a pas de support pour les langues qui s'écrivent de droite à gauche, comme l'arabe ou l'hébreu.
- Les gros fichiers peuvent ralentir considérablement TextMate. D'autres éditeurs ont un meilleur support pour l'édition de gros fichiers.
- TextMate n'a pas de support intégré pour (S)FTP bien qu'un tel support soit planifié pour TextMate 2.0.
- TextMate n'est pas couplé étroitement à un langage de script, comme l'est Emacs, donc il est impossible d'avoir un contrôle complet sur le comportement de certaines commandes internes telles celles qui indentent des sections de texte ou celles qui déplacent des colonnes. Mais on peut accomplir presque toutes les actions utiles avec des commandes ou des macros. Allan Odgaard a expliqué ses idées sur le sujet dans un courriel dans la liste TextMate : "Vous négligez le pouvoir des abstractions déclaratives qui est un des avantages fondamentaux de TextMate. Résoudre des problèmes avec du code est souvent contreproductif à la recherche de nouvelles abstractions; et ces abstractions, conçues correctement, apportent beaucoup plus à long terme[6]".
- Pas de validateur HTML intégré. TextMate utilise W3C validator pour la validation de html validation: l'utilisateur doit donc être en ligne pour une telle validation.

## Communauté
Bien que TextMate 1.5 ne soit pas une application Open Source, comme beaucoup de produits Open Source, il a une base d'utilisateurs large et active dont des douzaines contribuent au dépôt subversion de paquets. Le wiki de TextMate donne de nombreux conseils, des suggestions de fonctionnalités et des liens vers des ressources externes.
Le trafic de la liste de courriels est moyen avec un bon rapport signal/bruit. Il y a un système de tickets pour enregistrer des rapports de bogue et des requêtes de fonctionnalités. Enfin, un canal IRC (##textmate)  est réactif aux questions des utilisateurs. Bien que les utilisateurs de TextMate écrivent du code en différents langages de programmation, le support de TextMate pour Ruby et Ruby on Rails est notable car les développeurs principaux de Rails utilisent Mac OS X et TextMate, dont David Heinemeier Hansson, le créateur de Rails.

## Versions pour d'autres  plateformes
Allan a reçu de nombreuses requêtes pour des versions Microsoft Windows et Linux de TextMate, mais a publiquement affirmé qu'il n'est pas intéressé au développement de tels ports.
Au moins deux tentatives sont en cours, dont l'une tente d'être compatible avec les paquets TextMate, ; InType qui tourne sous Windows en est volontairement très inspiré.

## Historique
En 2004, Allan Odgaard, insatisfait par les éditeurs de texte Macintosh tels que TextEdit, BBedit et Xcode, qu'il trouvait rigides et limités, et par les éditeurs Unix tels que Vim et Emacs qui ne se comportaient pas comme des applications natives Mac, décida de créer un éditeur de texte. TextMate 1.0 fut délivré le 5 octobre 2004, après seulement 5 mois de développement à plein temps.

L'année suivante après TextMate 1.0.2, qui fut délivré le 10 décembre 2004, 
TextMate est encore développé à un rythme soutenu, et sa version courante est 1.5.11. En février 2006, le blog de TextMate exprimait les intentions de l'auteur pour les directions futures dont une amélioration de la gestion de projets, un système de greffons pour le support de fichiers distants via FTP, et le contrôle de version

## Source
- (en) Cet article est partiellement ou en totalité issu de l’article de Wikipédia en anglais intitulé « TextMate » (voir la liste des auteurs).